# Garcinia dives
Garcinia dives är en tvåhjärtbladig växtart som beskrevs av Jean Baptiste Louis Pierre. Garcinia dives ingår i släktet Garcinia och familjen Clusiaceae. Inga underarter finns listade i Catalogue of Life.